# 434678 Curlin
434678 Curlin è un asteroide della fascia principale. Scoperto nel 2006, presenta un'orbita caratterizzata da un semiasse maggiore pari a 2,604677 UA e da un'eccentricità di 0,146388, inclinata di 5,426567° rispetto all'eclittica. Ha un diametro di 2,205 km.